# 93 내일은 늦으리
《93 내일은 늦으리》는 대한민국의 환경보전 슈퍼 콘서트 내일은 늦으리의 2번째 라이브 실황 앨범이다. 이승환, EOS, 공일오비 등이 참여했다. 특이하게도 이 앨범은 5가지 포맷으로 발매되었다.
- 세상속에서.. 그댄 : 듀스 1집에 수록되었다가 다시 쓰인 경우
- 최후의 날에 : 신인이었던 크래쉬 데뷔앨범에 다시 쓰인 경우

## STAFF
주최 : (사)한국연예제작자협회/(주)일간스포츠 (주)MBC예술단

후원 : 환경처,문화체육부,(주)MBC

협찬 : SKC

제작총지휘 : 김종민

기획 : 서판석

연출 : 최선규,안우정

MC : 이창훈 고소영 김희애

## 곡 목록

### L.P/TAPE
A
1. "상실" (김종서&서태지와 아이들) – 채정은 작사 김종서 작곡+편곡 4:20
2. "철이의 독백" (015B) – 장호일 작사+작곡+편곡 3:45
3. "기침소리" (봄여름가을겨울 feat.한상원) – 김종진 작사+작곡+편곡 4:00
4. "지금 미래가 시작되고 있다" (이승환) – 이승환 작사+작곡 3:40
5. "마지막 일기" (E.O.S) – 김형중,최대원 작사 고석영 작곡 3:39
6. "함께 한 시간" (ZAM) – 윤준희 작사 조준우 작곡 3:38

B
1. "내일은 늦으리" (올스타밴드) – 서판석,이현규 작사 이현규 작곡+편곡 4:18
2. "어린왕자 IN SEOUL" (신승훈) – 신승훈 작사+작곡+편곡 4:50
3. "자연책 그림속에" (신성우) – 신성우 작사 이근상 작곡+편곡 3:49
4. "세상속에서.. 그댄" (듀스) – 김성재 작사 이현도 작곡+편곡 3:49
5. "최후의 날에" (크래쉬) – 안흥찬 작사+작곡 6:55

### C.D
1. "내일은 늦으리" (올스타밴드) – 서판석,이현규 작사 이현규 작곡+편곡 4:18
2. "상실" (김종서&서태지와 아이들) – 채정은 작사 김종서 작곡+편곡 4:20
3. "철이의 독백" (015B) – 장호일 작사+작곡+편곡 3:45
4. "기침소리" (봄여름가을겨울 feat.한상원) – 김종진 작사+작곡+편곡 4:00
5. "어린왕자 IN SEOUL" (신승훈) – 신승훈 작사+작곡+편곡 4:50
6. "지금 미래가 시작되고 있다" (이승환) – 이승환 작사+작곡 3:40
7. "자연책 그림속에" (신성우) – 신성우 작사 이근상 작곡+편곡 3:49
8. "최후의 날에" (크래쉬) – 안흥찬 작사+작곡 6:55
9. "세상속에서.. 그댄" (듀스) – 김성재 작사 이현도 작곡+편곡 3:49
10. "마지막 일기" (E.O.S) – 김형중,최대원 작사 고석영 작곡 3:39
11. "함께 한 시간" (ZAM) – 윤준희 작사 조준우 작곡 3:38

### L.D, VHS (103분)
A
1. 지금 미래가 시작되고 있다/이승환
2. 덩크 슛/이승환
3. 마지막 일기/E o s
4. 꿈,환상 그리고 착각/E o s
5. 나를 돌아 봐/듀스
6. 세상속에서 그댄/듀스
7. Dreamer Of The Last Dream/크래쉬
8. 최후의 날에/크래쉬
9. Out Sider/신성우
10. 자연책 그림속에/신성우
11. 철이의 고백/공일오비
12. 신인류의 사랑/공일오비

B
1. 어린왕자 In Seoul/신승훈
2. 서울 소울 소울 (Seoul Soul Soul)/슈퍼밴드와 봄여름가을겨울
3. 가버린 날들/슈퍼밴드와 봄여름가을겨울
4. 기침소리/슈퍼밴드와 봄여름가을겨울
5. 함께 한 시간/잼
6. 어색한 느낌/잼
7. 주머니속의 행복/김종서
8. 겨울비/김종서
9. 그래도 이제는/김종서
10. 하여가/서태지와 아이들
11. 상실/서태지와 아이들, 김종서
12. 내일은 늦으리/합창

- VHS는 Side 구분 없음.
- 수록되지 않은 노래는 EOS의 '각자의 길'(방송 안 됨.), '너의 다른 모습' 등이다.

- 방송사 규정 덕분에 장발,염색을 한 스타들은 모조리 편집을 당해야만 했다.

## 같이 보기
- 내일은 늦으리